# 瓦斯科·雷吉尼
瓦斯科·雷吉尼（義大利語：Vasco Regini；1990年9月9日—）是一位意大利足球運動員，在場上的位置是左後衛。現效力於意大利足球乙级联赛球隊里賈納。在2008年至2010年，他代表意大利U20國家隊參加比賽。2013年之後，他代表意大利U21國家隊參加賽事。
1. ↑   [Official Press Release No. 107] (PDF). Lega Serie A: 5. 19 December 2016  [9 December 2020]. （原始内容存档 (PDF)于2021-09-07）.